# Nacala-a-Velha (distrito)
Nacala-a-Velha é um distrito da província de Nampula, em Moçambique, com sede na vila de Nacala-a-Velha. Tem limite, a norte com o distrito de Memba, a noroeste com o distrito de Nacarôa, a oeste com o distrito de Monapo, a sul com o distrito de Mossuril, a leste com o município de Nacala e com o Oceano Índico.

## Demografia
Em 2007, o Censo indicou uma população de 88 807 residentes. Com uma área de 967  km², a densidade populacional rondava os 91,84 habitantes por km².
De acordo com o Censo de 1997, o distrito tinha 77 918 habitantes, daqui resultando uma densidade populacional de 80,6 habitantes por km².

## Divisão administrativa
O distrito está dividido em dois postos administrativos (Covo e Nacala-a-Velha), compostos pelas seguintes localidades:
- Posto Administrativo de Covo:
  - Covo
- Posto Administrativo de Nacala-a-Velha:
  - Micolene
  - Nacala-a-Velha
  - Namiope